# ماسیمیلیانو کاپوتو
ماسیمیلیانو کاپوتو (انگلیسی: Massimiliano Caputo؛ زادهٔ ۱۰ سپتامبر ۱۹۸۰) بازیکن فوتبال اهل ایتالیا است.
از باشگاه‌هایی که در آن بازی کرده‌است می‌توان به باشگاه فوتبال آسکولی، باشگاه فوتبال سالرنیتانا، باشگاه فوتبال برشا، ماترا کالچو، و باشگاه فوتبال یووه استابیا اشاره کرد.